# Senden (Nadrenia Północna-Westfalia)
Senden (dolnoniem. Siänden) – miejscowość i gmina w Niemczech, w kraju związkowym Nadrenia Północna-Westfalia, w rejencji Münster, w powiecie Coesfeld. W 2010 roku liczyła 20 778 mieszkańców.

## Współpraca
Miejscowości partnerskie:
- Koronowo, Polska
- Senden, Bawaria